# Caserne Niel (Bordeaux)
Pour les articles homonymes, voir caserne Niel.
La caserne Niel est une ancienne caserne militaire située sur la rive droite de Bordeaux. Construite à partir de 1875, elle a été occupée par différents régiments jusqu'à l'arrêt de ses activités en 2005. Elle s'étend sur environ 10 hectares dans le quartier de La Bastide. Aujourd'hui la caserne Niel est devenue l'espace Darwin.

## Histoire

### La construction
La caserne Niel doit son nom à Adolphe Niel, ministre de la guerre sous Napoléon III. Elle est le résultat de l'assemblage depuis 1850, de divers bâtiments dont l'usage a évolué au fil du temps. Elle s'inscrit dans un territoire d'une trentaine d'hectares compris entre les rues Hortense, Bouthier, l’avenue Thiers et le quai de Queyries. 
À partir de 1865, la Compagnie anonyme des Magasins Publics et Généraux de Queyries fit construire quatre grands entrepôts appelés « Magasins généraux », pour y accueillir les marchandises qui arrivaient par bateau avant d'être acheminées par voie ferroviaire vers la gare d'Orléans (qui aujourd'hui accueille un complexe de salles de cinémas et des restaurants). 

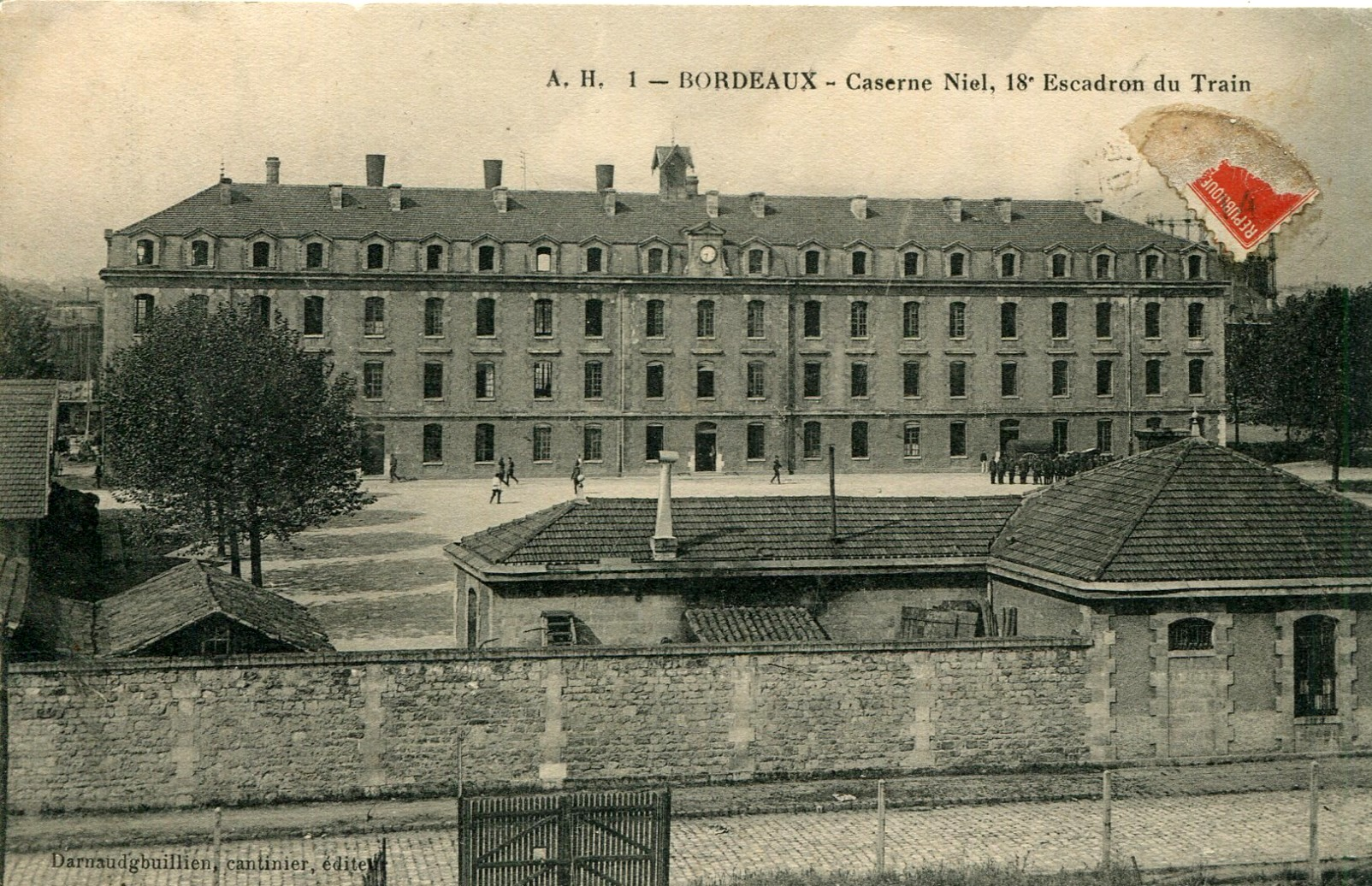
Vers 1900.

Le 5 décembre 1874, le terrain et les bâtiments sont rachetés par l'État à la Compagnie Anonyme des Magasins Publics et Généraux. L'État édifie la caserne Niel dans le but de réunir dans un seul lieu, divers services de l'armée jusqu'à présent disséminés dans plusieurs quartiers de Bordeaux. Les anciens bâtiments des Magasins généraux vont accueillir le Service de l'Artillerie et la Gestion des substances et donc héberger les uniformes et matériaux de campement. Ils vont porter le nom de « Magasin central du service » (1875), « Magasin général » (1880), « Magasins généraux de la guerre, Magasins généraux militaires, Entrepôts militaires, Magasins généraux militaire de Bordeaux » (1914), « Magasin général de l'habillement et du campement » (1920), « Magasin général mixte de l'habillement de Bordeaux » (1932), et « Magasin militaire d'habillement de la 18e région » (1945).  
En 1875, la rue Niel est créée pour permettre la construction de nouveaux bâtiments de la caserne entre 1876 et 1877 : le bâtiment principal, les écuries, la cuisine etc., sont destinés au 18e escadron du Train des Equipages, trois compagnies et une partie de la 18e section des commis et ouvriers d'administration. 
La caserne porte le nom du maréchal de France et Ministre de la Guerre en 1867, Adolphe Niel (1802-1869), auteur d'une loi, la loi Niel, votée en février 1868 sur la réorganisation et la modernisation de l'armée.    

Vues de la caserne Niel
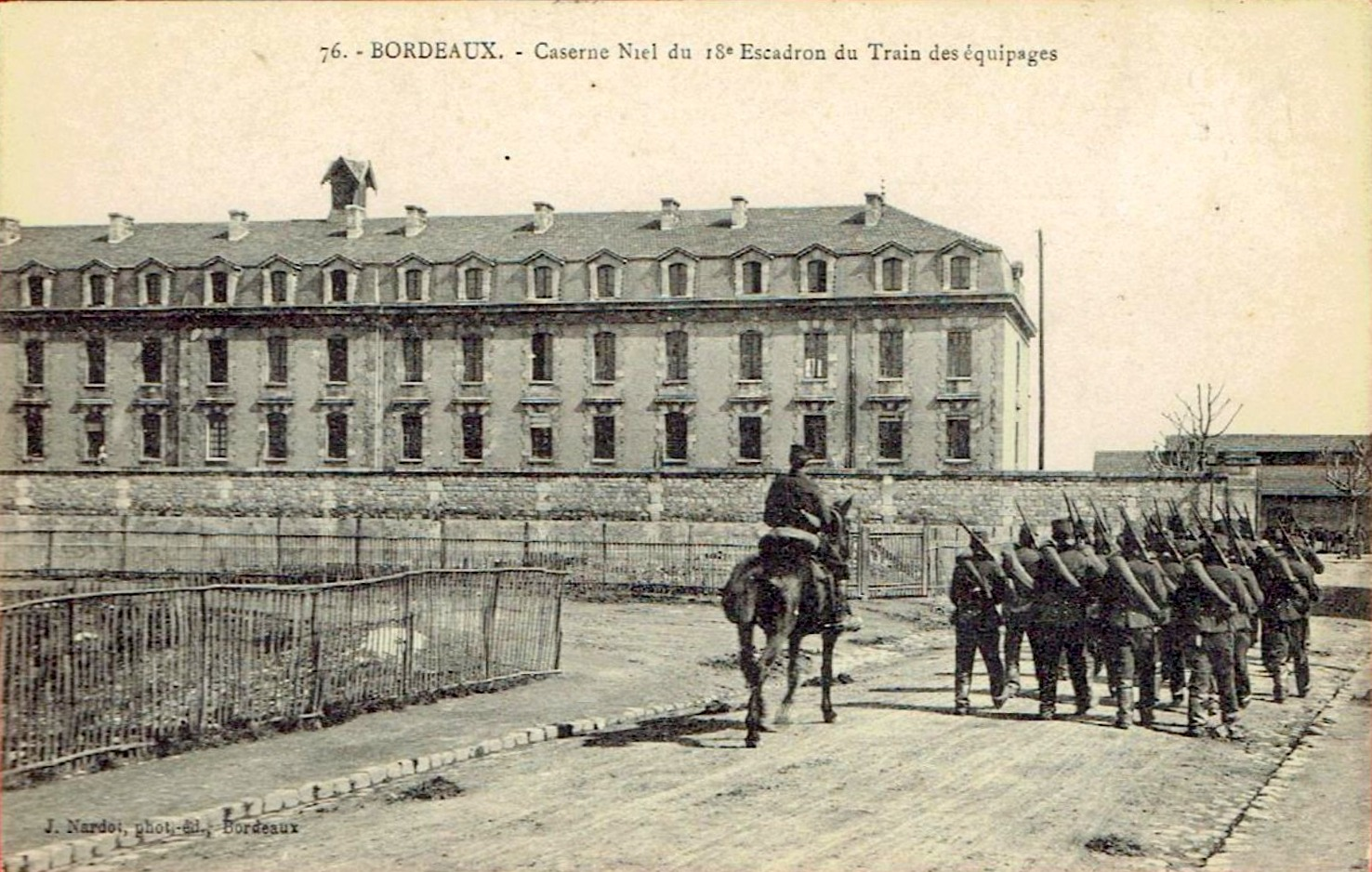
Vue de la caserne Niel.
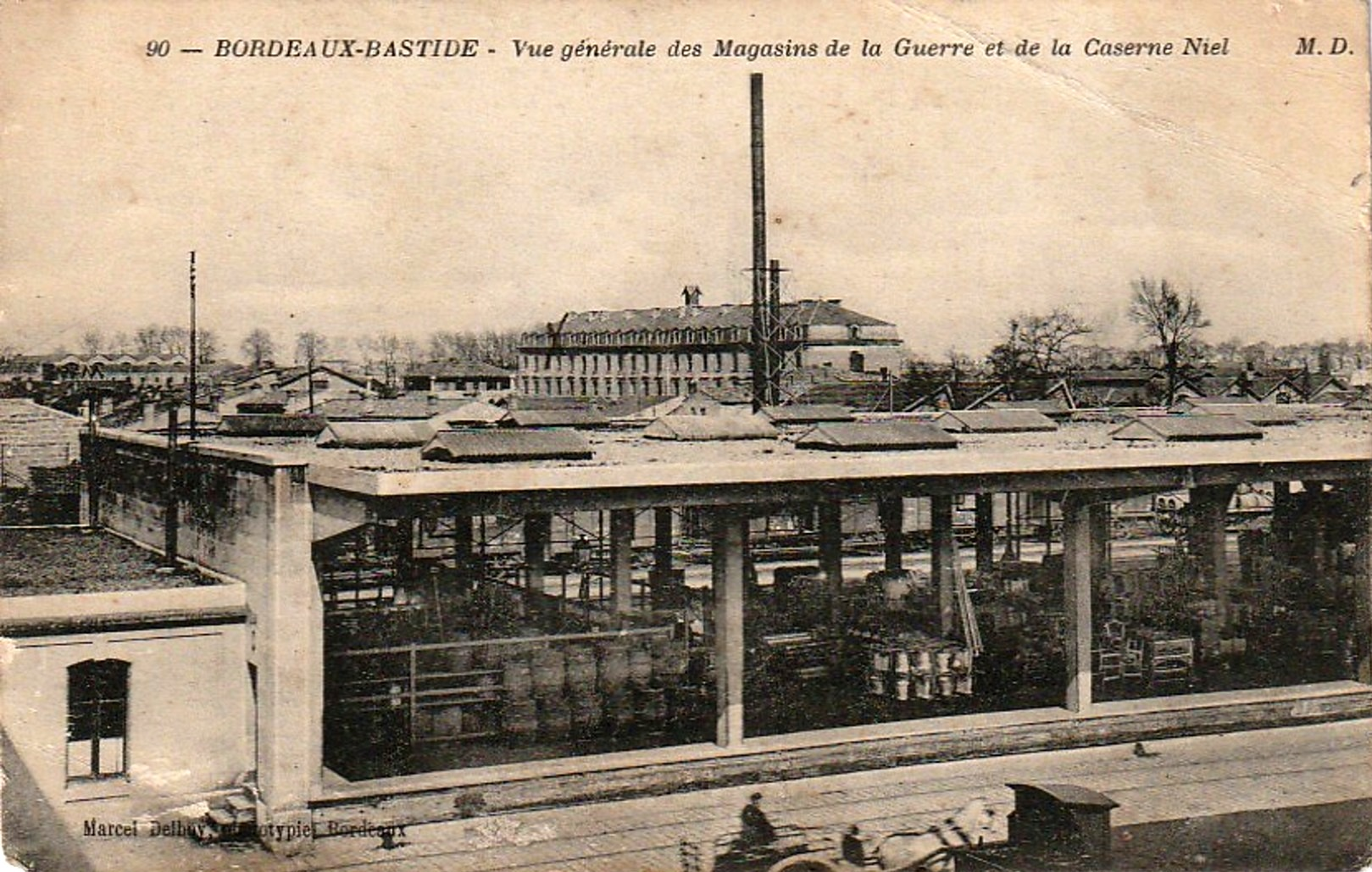
Magasins généraux.
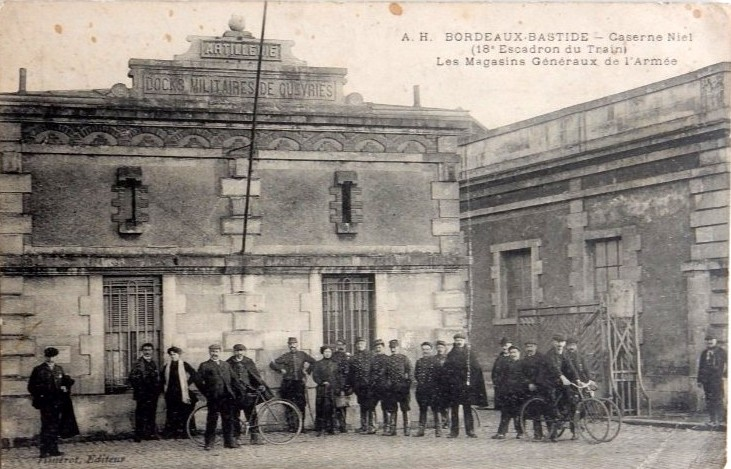
Magasins généraux de l’armée.
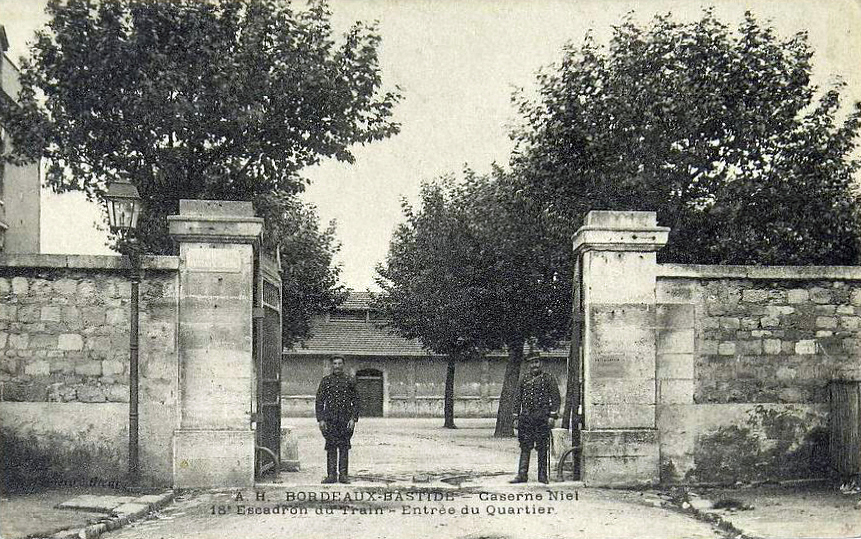
Entrée du quartier.
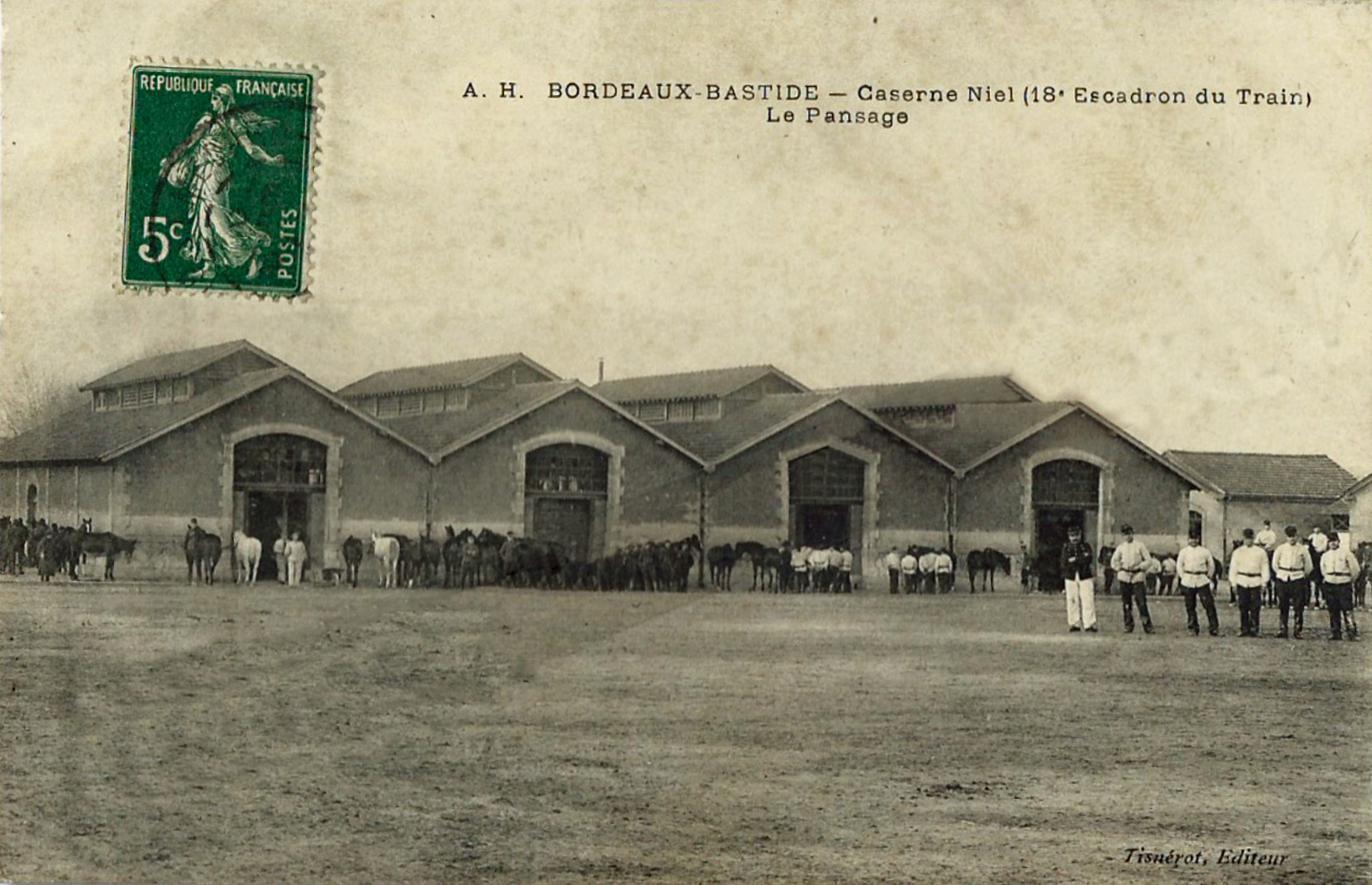
Le pansage.
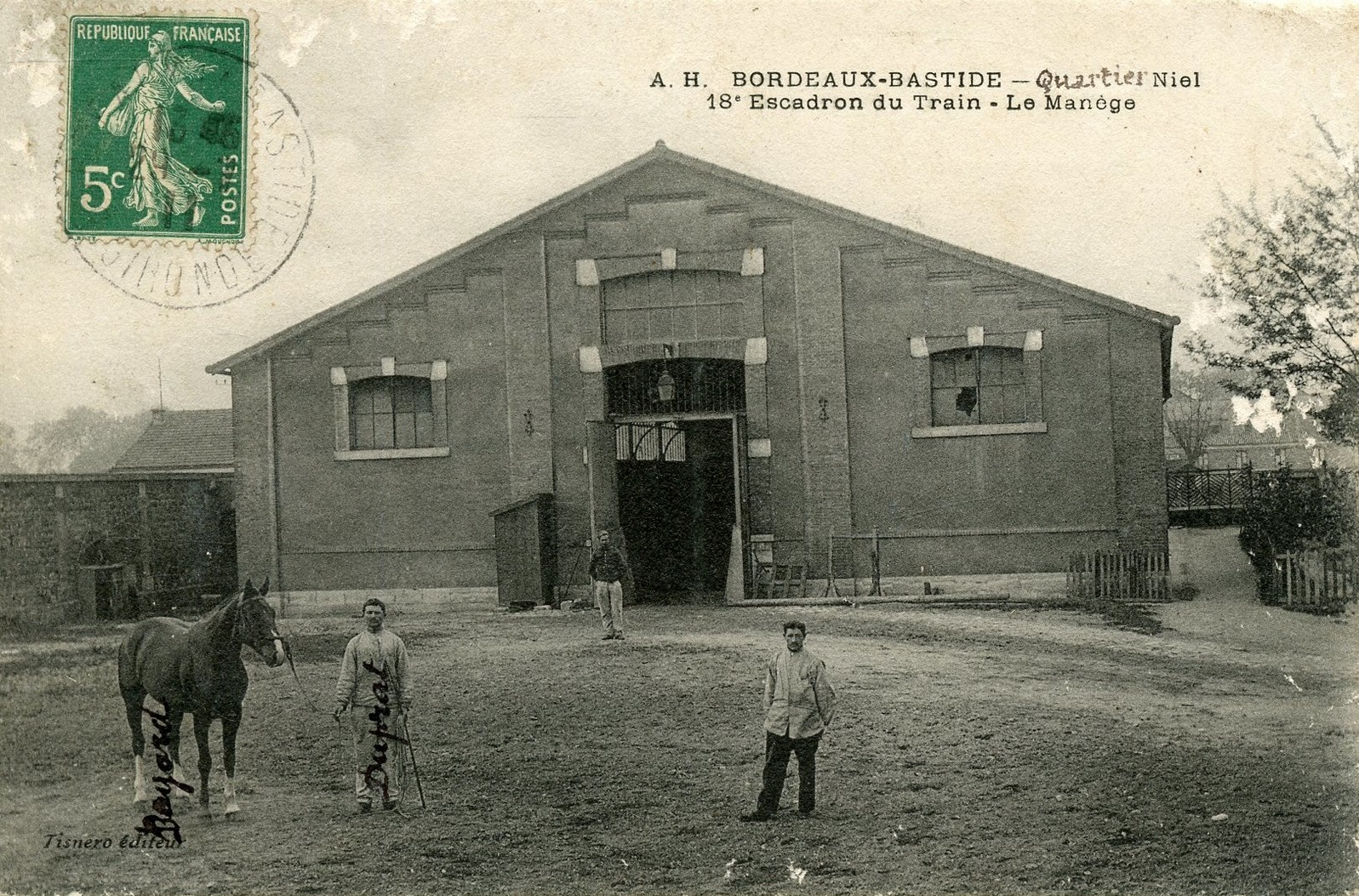
Le manège.
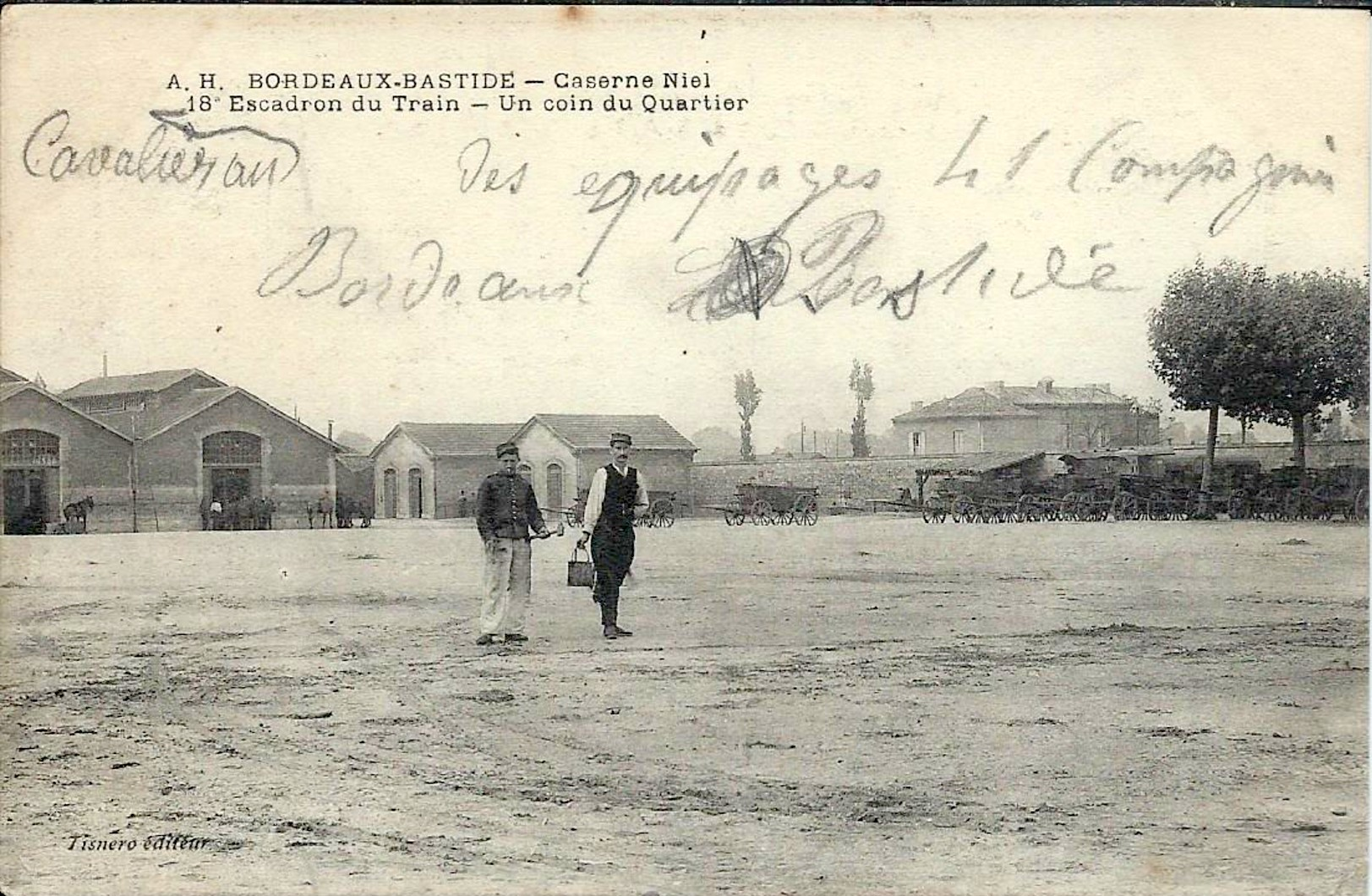
Un coin du quartier.

Après une longue période d'existence, les activités de la caserne cessent en 2005. Elle restera une zone militaire jusqu'en 2007. 

### Les Républicains espagnols

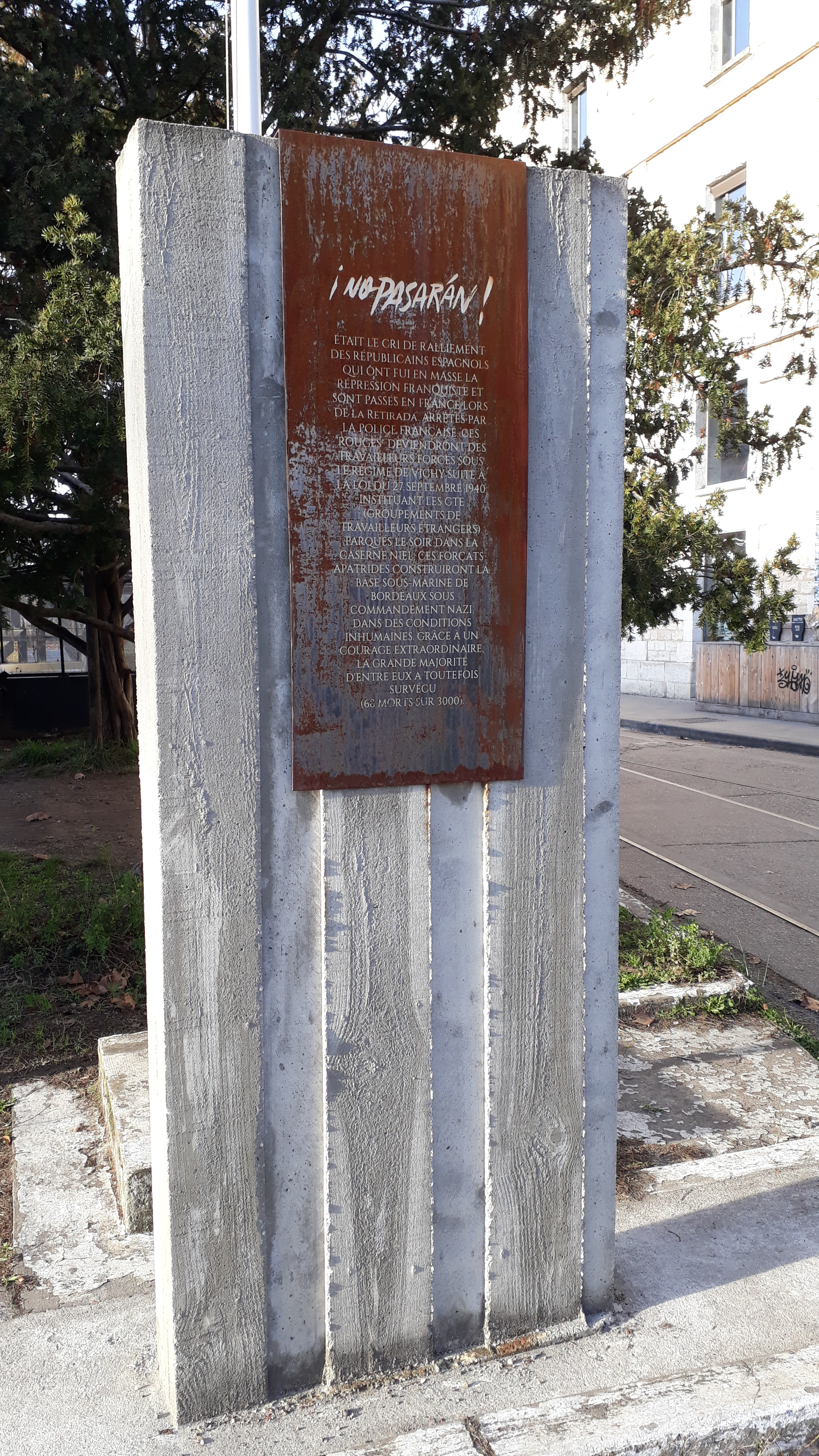
Monument aux Républicains espagnols situé dans l'allée centrale de la caserne Niel.

La caserne Niel après la défaite de 1940 fut investie par l'armée allemande pour servir à parquer des prisonniers de guerre, dont les Républicains espagnols qui se sont retrouvés en Gironde après leur défaite dans la Guerre civile espagnole. Des Français, des Italiens, des Belges et des Néerlandais étaient également présents, mais les Républicains espagnols représentaient le vivier le plus important : on estime qu'environ 3 000 d'entre eux vivaient à la caserne. Les allemands se sont donc empressés d'utiliser et d'héberger cette main d'œuvre. Entassés dans les bâtiments de la caserne, ils étaient soumis aux travaux forcés pour la construction de rangs de blockhaus ou de la base sous-marine de Bacalan.   
Grâce au témoignage audio d'Angel Villar recueilli par l'enquêteur Oumar Diallo en 2009 (conservé aux Archives départementales de la Gironde), il est possible d'appréhender la vie et les conditions du travail obligatoire à la caserne. Ainsi, il était demandé aux prisonniers amenés à la caserne du respect et du travail, en échange de quoi ils étaient nourris et payés. Des dortoirs avec des lits superposés accueillaient ces travailleurs forcés, et selon le témoignage de A. Villar, c'était « des chambres de huit pour trente-deux personnes ». À quatre heures du matin, ils devaient rallier à pied le chantier à Bacalan en passant par l'avenue Thiers pour ensuite rejoindre le pont de pierre. Répartis en plusieurs groupes les uns à la suite des autres, sous la surveillance des soldats de la Wehrmacht , ces marches favorisaient les évasions avec notamment l'organisation de bagarres fictives par la résistance, ou par les prisonniers eux-mêmes. Pour limiter ces risques d'évasions, les allemands vont écourter le temps de trajet qui dorénavant va se faire par une traversée de la Garonne sur des embarcations surchargées. Des actes de sabotages avaient également lieu parfois : « les charpentiers avaient scié les madriers des pontons de la caserne Niel ».    
En souvenir de ces travailleurs oubliés de la Seconde Guerre mondiale, une exposition nommée « Rotspanier » ou « Espagnols rouges » a été présentée du 8 février au 18 avril 2019 dans l'espace de l'ancienne caserne.

### Darwin
Aujourd'hui, la caserne abrite l'espace Darwin, un lieu expérimental accueillant des entreprises et des associations mais aussi un public de visiteurs, le tout dans une démarche écoresponsable.

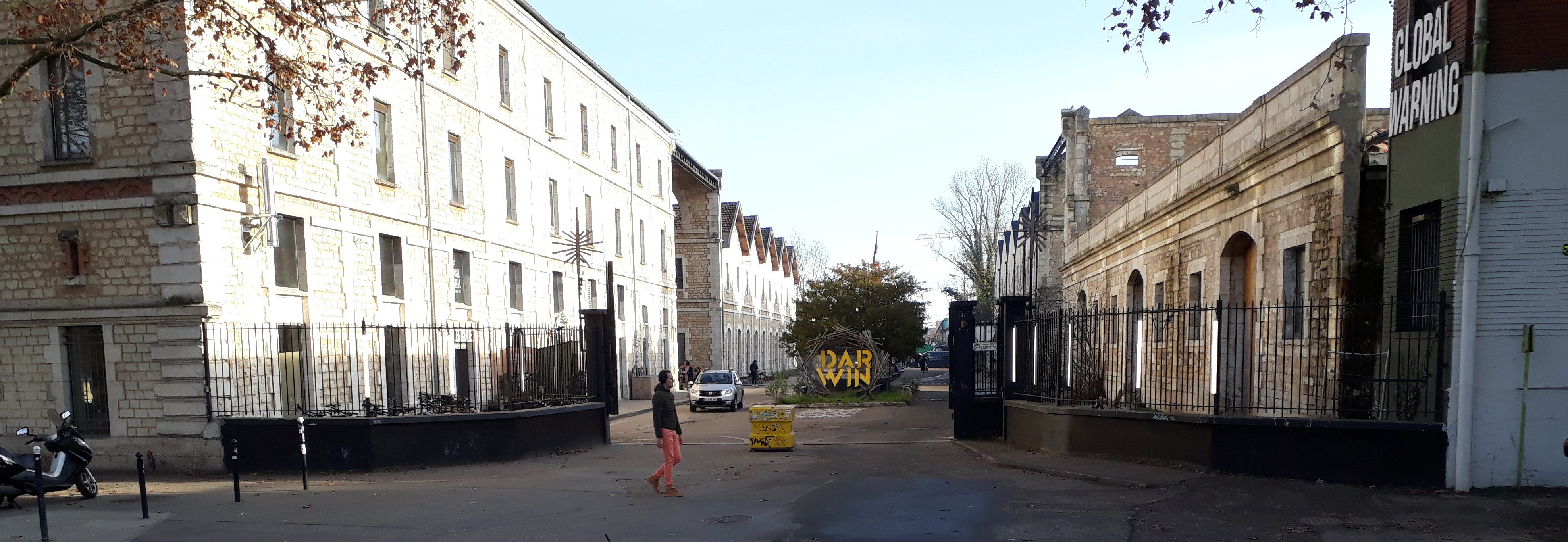
Entrée de l'écosystème Darwin en 2021.

## Architecture

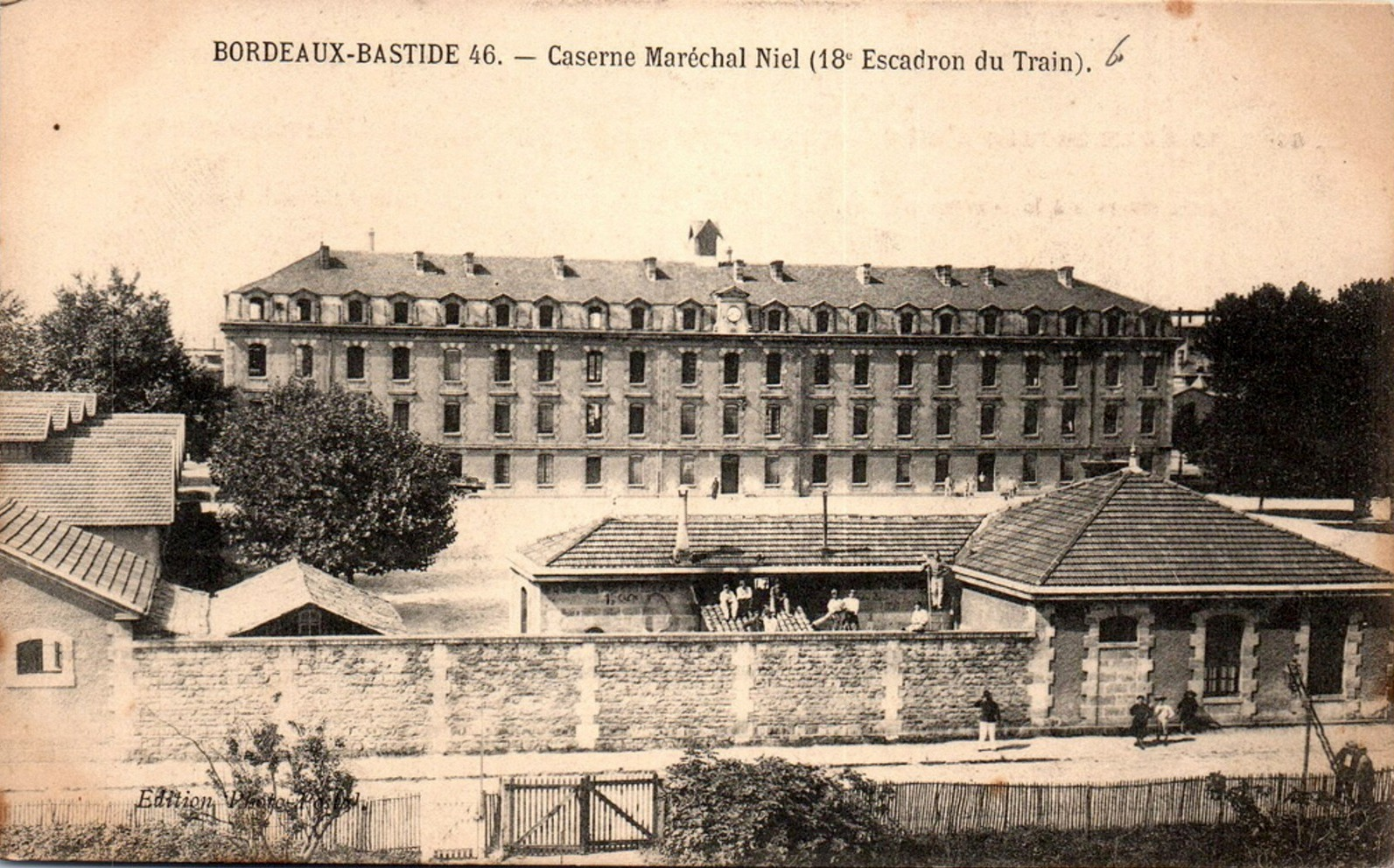
La caserne vers 1900.

Organisée autour de ce qui fut originellement une cour d'exercice, la caserne Niel regroupe au total 8 bâtiments. Son esthétique est typique des casernes militaires de la seconde partie du XIXe siècle, à laquelle se mêlent des caractères propres aux édifices commerciaux. 
Le bâtiment principal, édifié entre 1876 et 1877, présente une architecture alors courante durant le Second Empire. D'une structure monumentale, il se compose d'un toit mansardé comportant un ensemble de lucarnes. L'ensemble architectural, quoi que très formel, ne présente pas de symétrie absolue dans la disposition des ailes. Comme une grande partie des édifices bordelais, le pavillon central, vernaculaire, est réalisé en calcaire girondin. 
D'autres bâtiments, antérieurs aux fonctions militaires de la caserne, dénotent de l'héritage commercial du lieu. Cette architecture industrielle est notamment visible par la présence de toitures à deux pants, caractéristique du patrimoine ouvrier.  

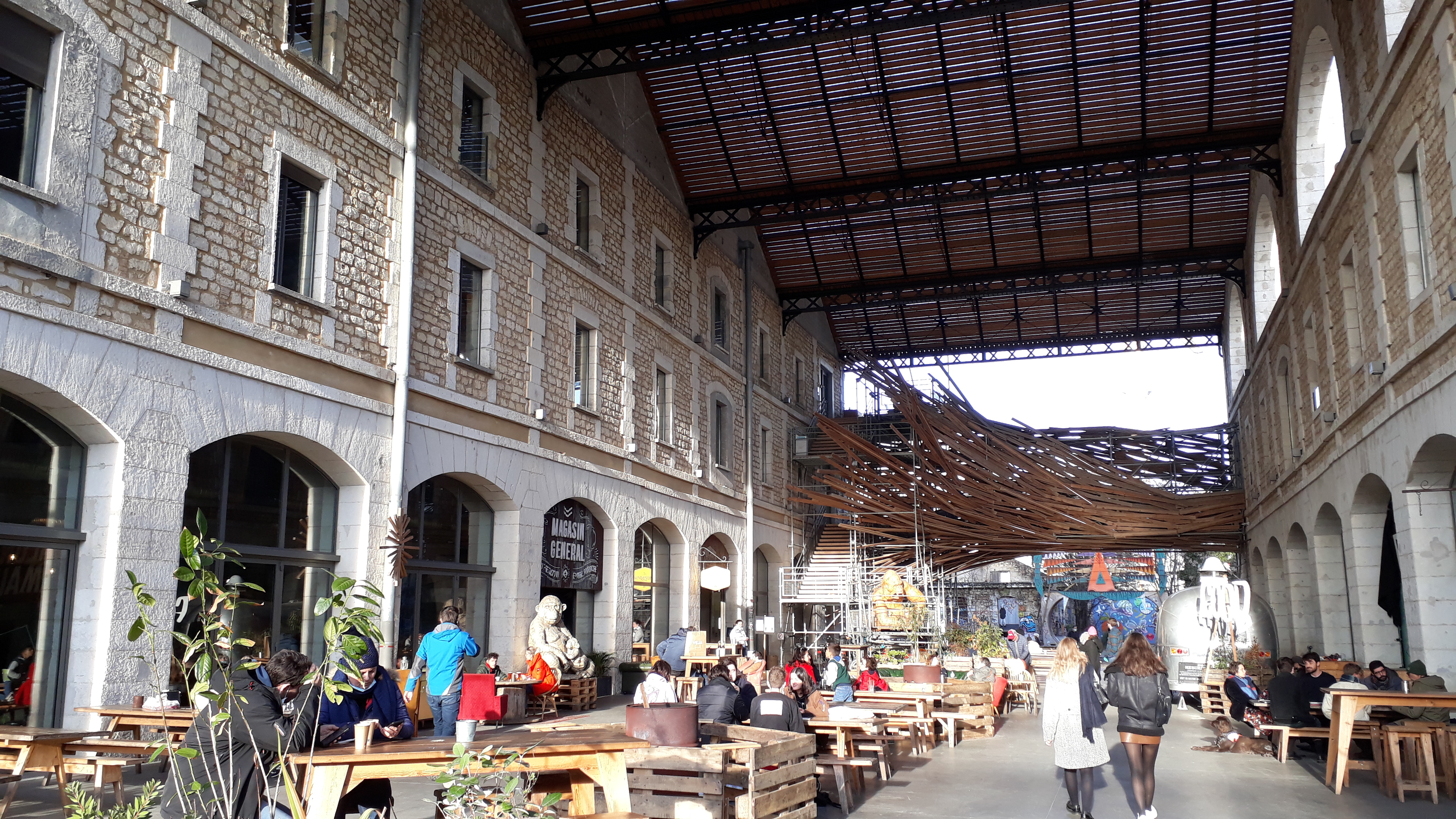
Terrasse du restaurant situé dans l'ancien Magasin général.

Le projet relatif à l'Espace Darwin, amorcé en juin 2008 par l'acquisition de 10 000 m2, est le point de départ d'une nouvelle façon d'investir les lieux.   
Le patrimoine bâti est repensé au terme d'une politique de reconversion. L'architecture militaire et industrielle, sous la direction des architectes bordelais Virginie Gravière et Olivier Martin, se veut vecteur d'une « philosophie entrepreneuriale alternative [...] et écologique », tout en tenant compte des qualités inhérentes aux bâtiments originels.  
L'artiste designer Pier Schneider, du collectif français 1024 architecture, est à l'origine d'une structure de bois monumentale prenant place dans les anciens magasins généraux.   